# Vox in excelso
Vox in excelso es el nombre de una bula emitida por el papa Clemente V el 22 de marzo de 1312, en la que se determinaba disolverse formalmente la Orden de los Caballeros Templarios, eliminando de forma eficaz el apoyo papal para ellos y revocando los mandatos otorgados a ellos por los papas anteriores en los siglos XII y XIII.

## Contexto histórico
Antes de la sentencia contra los templarios en el Concilio de Vienne y la persecución de la que fueron objeto por parte del rey Felipe IV de Francia, ya se habían levantado contra ellos diversas acusaciones, especialmente de parte de los obispos locales que no soportaban que la Orden del Temple estuviera sometidos a la jurisdicción papal y no a la suya. Existían, además, voces que corrían acerca de los excesos cometidos por los caballeros, acusaciones populares de sodomía y críticas a sus celebraciones secretas que causaban sospechas.
Esquieu de Floyran, un exmiembro de la Orden en Francia, de quien poco sabe, hacia el 1305 aseguraba que los templarios adoraban un ídolo llamado Bafomet, que renegaban de Cristo y escupían un crucifijo como rito de iniciación, además de los ya mencionados actos de sodomía y otras cosas escandalosas.
No se sabe bien por qué Felipe IV de Francia a partir de 1305 comenzó una fuerte lucha contra los caballeros templarios. Según algunos historiadores, la razón principal era el deseo del rey francés de adueñarse de las posesiones de la Orden para financiar las guerras en las que su reino se veía inmerso, con el pretexto de hacer una cruzada contra los infieles; otros aseguran que Felipe no soportó el hecho de que los templarios le dieran la espalda en el conflicto que tenía contra Bonifacio VIII; y finalmente, hay quienes aseguran que hacía parte del proyecto de Felipe de reforzamiento del Estado francés, donde los templarios eran vistos como un Estado dentro de su Estado. El 13 de octubre de 1307, Felipe ordenó el arresto de todos los templarios que se encontraban en territorio francés acusándolos de herejía, basándose en las acusaciones de Floyran. Los arrestados sumaban unos dos mil templarios, entre los que se encontraba el Maestre General de la Orden, Jacques de Molay.

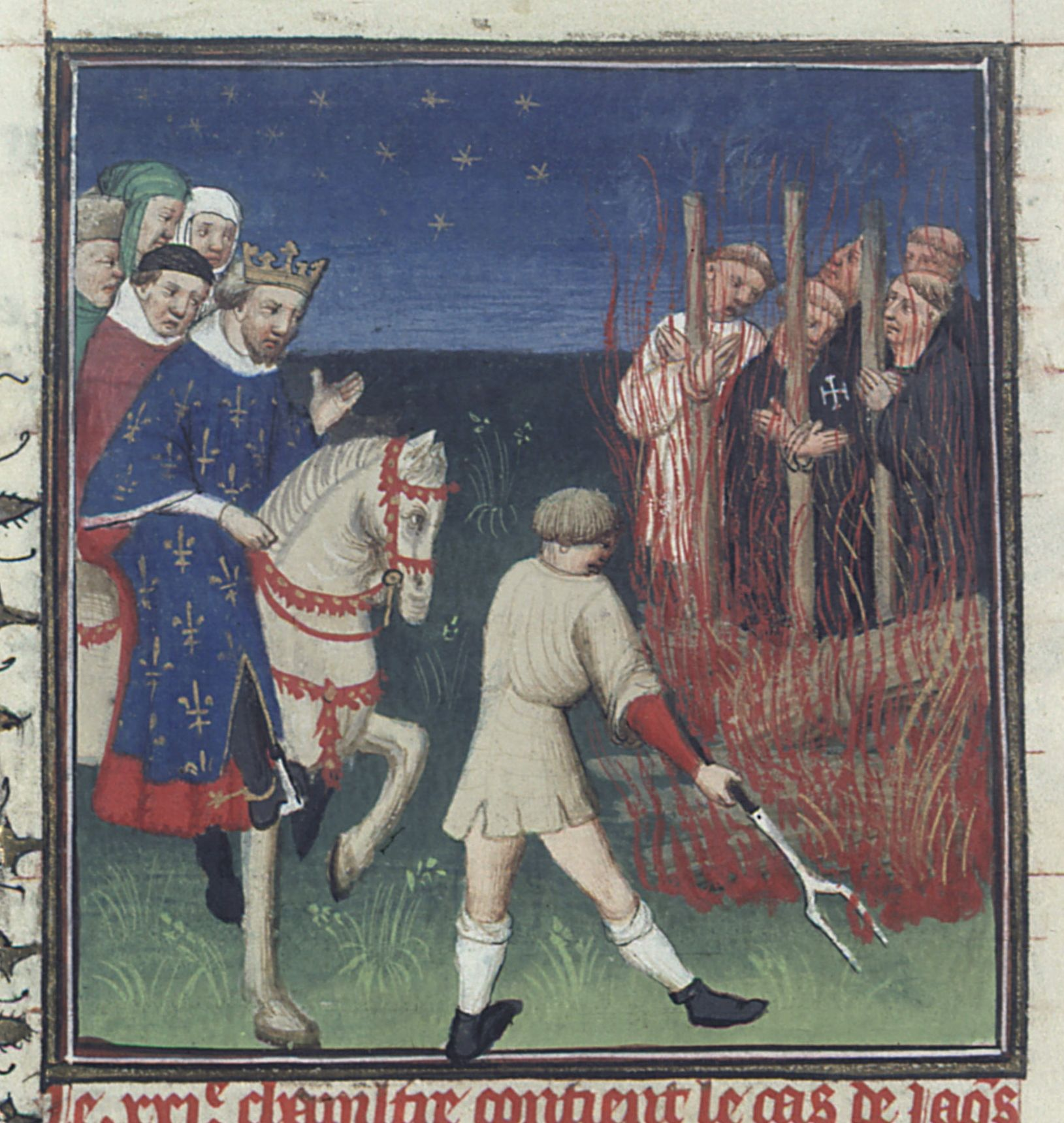
Ejecución de los templarios en presencia del rey Felipe IV de Francia. Miniatura del manuscrito Des cas des nobles hommes et femmes de Boccacio

El papa Clemente V protestó contra la detención de los templarios, pero Felipe lo convenció de que los acusados habían confesado sus culpas. Es menester aclarar que dichas confesiones fueron obtenidas bajo tortura. Así el papa, asombrado por las supuestas pruebas, promulgó la bula Pastoralis praeminens, decretando la detención de los templarios en los territorios cristianos y de condena a la hoguera de quienes se retractaran de sus confesiones. El 12 de mayo de 1310, Felipe levanta una gran hoguera en París donde quema vivos a 54 templarios.
Felipe IV de Francia no se conformaba con el juicio, quería la supresión de los templarios y su condena como herejes, influyó en la personalidad conciliadora de Clemente V para que convocara un concilio en Vienne (aquel entonces ciudad del Sacro Imperio Germánico), el cual inició en octubre de 1311. El concilio reunió a unos doscientos obispos, con el propósito de examinar tres asuntos básicos: el caso de los Templarios y el examen de las acusaciones en su contra; el lanzamiento de una nueva cruzada; y la reforma de la Iglesia. Sin embargo, el principal objetivo de la reunión fue, en cualquier caso, resolver el problema generado por la Orden del Temple.
Felipe el Hermoso deseaba que el Papa condenara a la Orden, pero la mayoría de los grupos religiosos deseaban la realización de un juicio con el debido proceso, y que la defensa de los templarios estuviera garantizada. Además, nueve templarios hicieron el viaje para defender a la Orden, y afirmaron que entre 1500 y 2000 de sus hermanos estaban en Lyon y sus alrededores, listos para testificar en defensa de la Orden.
A muchos religiosos les parecía que un proceso y una defensa podrían limpiar el nombre de los templarios de una serie de acusaciones. Sin embargo el rey de Francia contraataca, y convoca a los Estados Generales el 10 de febrero de 1312 en Lyon, cerca de Vienne. Estos Estados Generales aprobaron el principio de la supresión de la Orden del Temple. Ingeniosamente, Felipe el Hermoso le escribió al Papa para transmitirle esta reclamación y solicitarle la creación de una nueva orden. Este era uno de los deseos, ya antiguos, del rey de Francia, que también pretendía instalar a uno de sus hijos al frente de la nueva orden. Acompañado por una fuerte escolta, Felipe llegó a Vienne el 20 de marzo. Este despliegue de fuerza dejó pocas opciones al consejo y a los prelados. Dos días más tarde, el consistorio secreto aprobó la supresión de la orden, con mayoría de cuatro quintos de los votos. Clemente V emana la bula de supresión Vox in excelso dos días después.

## Contenido
En la bula, Clemente V luego de hacer un recorrido por la historia de todo lo que se había hecho en el proceso contra los templarios, justifica su decisión diciendo que, si aunque la Orden no se ha demostrado culpable desde el punto de vista jurídico, el hecho de haber sido difamada por los testimonios que contra ella han hecho príncipes, eclesiásticos y un número infinito de personas. Además de las confesiones espontáneas del Gran Maestre de la Orden y de otros miembros de la Orden, ya ninguno tendrá deseo, en adelante, de entrar en ella. Por esta razón la misma Orden no podrá llevar a cabo satisfactoriamente su cometido. Así lo expresa la bula:

En vista de las sospechas, la infamia, las fuertes insinuaciones y otras cosas que se han presentado contra el otro (...) y también la recepción secreta y clandestina del hermano de esta Orden; teniendo en cuenta, además, de los serios escándalos que han surgido de estas cosas, que no parecía que se fueran a detener mientras la Orden siguiera existiendo, y el peligro para la fe y las almas, y las muchas cosas horribles que se habían hecho por los hermanos de esta Orden, quienes cayeron en el pecado de la apostasía malvada, el crimen de la idolatría detestable, y el ultraje execrable de los Sodomitas (...) no sin amargura y tristeza en el corazón es que abolimos la citada Orden de los Templarios, su constitución, sus hábitos y su nombre, por un decreto irrevocable y perpetuamente válido; y la sometemos a una prohibición perpetua con la aprobación del Sagrado Concilio, estrictamente prohibiendo a cualquiera a presumir entrar a la mencionada Orden en el futuro, o recibir o vestir sus hábitos, o a actuar como un Templario.
Vox in excelso

## Consecuencias

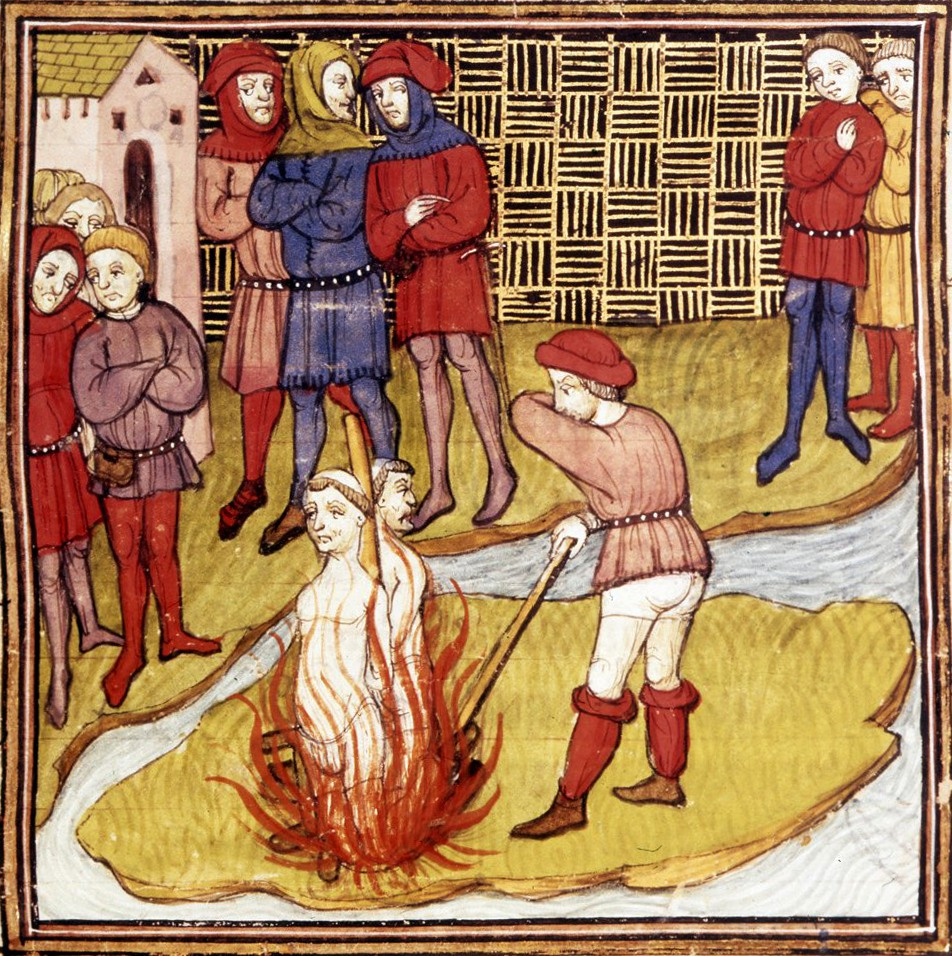
Miniatura que representa la condena a la hoguera del Maestre general de los templarios Jacques de Molay y de Godofredo de Charnay.

A la emisión de esta bula le siguió un período de cinco años de represión y juicios contra los Templarios durante los cuales fueron acusados de diversos delitos de blasfemia y herejía. Clemente V, que no quería problemas con el rey de Francia, marcó el destino de la Orden de los Caballeros templarios, y esta es abolida. Muchos se opusieron a la decisión del Papa, a veces con ironía y a veces con vehemencia. Un ejemplo es el monje cisterciense Jacques Thérine, quien enseñó teología en la Universidad de París, que se molestó con la supresión de la orden: él publicó un manifiesto titulado Contra Impugnatores Exemptiorum, en la que se plantea la cuestión de la culpabilidad de los templarios, la que pone en duda.
Felipe luchó por quedarse con los bienes de la Orden, sin embargo Clemente V por medio de la bula Ad providam vicarii Christi del 2 de mayo de 1312, decretó que las propiedades de los templarios pasaran a la Orden de los Hospitalarios de San Juan de Jerusalén. La lucha entre el rey y esta Orden será fuerte, al punto que el rey pensó en hacer un proceso similar contra ellos, como el que había armado contra los templarios.
El 18 de marzo de 1314 es condenado a la hoguera el último Maestre general de la Orden, Jacques de Molay, junto a Godofredo de Charnay, por orden real, debido a que abjuraron de las confesiones que habían hecho bajo tortura.
La historiadora italiana Barbara Frale a inicios del año 2000 ha estudiado un documento, llamado el pergamino de Chinon, con el cual demuestra que el papa Clemente V tenía el deseo de absolver a los templarios en 1314 de las acusaciones de herejía y limitarse solo a suprimir la Orden. El documento pertenece a la primera fase del proceso en la cual el pontífice tenía la esperanza de poder salvarla.